# Mesamphiagrion dunklei
Mesamphiagrion dunklei – gatunek ważki z rodziny łątkowatych (Coenagrionidae).